# Vorey
Vorey-sur-Arzon redirige ici.
Vorey, appelé dans sa forme longue Vorey-sur-Arzon, ou Vorèi en occitan, prononcé localement [voʁe], est une commune française située en Emblavez, dans le département de la Haute-Loire en région Auvergne-Rhône-Alpes.

## Géographie

### Localisation
La commune de Vorey se trouve dans le département de la Haute-Loire, en région Auvergne-Rhône-Alpes.
Elle se situe à 23 km par la route du Puy-en-Velay, préfecture du département, et à 32 km de Saint-Julien-Chapteuil, bureau centralisateur du canton d'Emblavez-et-Meygal dont dépend la commune depuis 2015 pour les élections départementales.

#### Localisation administrative
Le village faisait partie de la Communauté de communes de l'Emblavez depuis le 1er janvier 1996, et en était l'un des plus grands avec Rosières. Le siège était à Vorey, place Henri Champagnac.
Le 1er janvier 2017, la commune de Vorey est rentrée dans la Communauté d’Agglomération du Puy.
Vorey était le chef-lieu du canton de Vorey, avant la réforme de Mars 2015. Le village est aujourd'hui dans le canton d'Emblavez-et-Meygal.
Depuis 1995, Vorey est intégré au Pays du Velay.
Les communes les plus proches sont : 
Roche-en-Régnier (4,6 km), Saint-Vincent (4,7 km), Chamalières-sur-Loire (6,1 km), Saint-Pierre-du-Champ (6,9 km), Beaulieu (7,0 km), Saint-Geneys-près-Saint-Paulien (7,3 km), Lavoûte-sur-Loire (7,6 km), Bellevue-la-Montagne (8,0 km).

### Climat
Pour des articles plus généraux, voir Climat d'Auvergne-Rhône-Alpes et Climat de la Haute-Loire.
En 2010, le climat de la commune est de type climat océanique altéré, selon une étude du Centre national de la recherche scientifique s'appuyant sur une série de données couvrant la période 1971-2000. En 2020, Météo-France publie une typologie des climats de la France métropolitaine dans laquelle la commune est exposée à un climat de montagne ou de marges de montagne et est dans la région climatique Sud-est du Massif Central, caractérisée par une pluviométrie annuelle de 1 000 à 1 500 mm, minimale en été, maximale en automne.
Pour la période 1971-2000, la température annuelle moyenne est de 10,3 °C, avec une amplitude thermique annuelle de 16,4 °C. Le cumul annuel moyen de précipitations est de 747 mm, avec 8,4 jours de précipitations en janvier et 6,7 jours en juillet. Pour la période 1991-2020, la température moyenne annuelle observée sur la station météorologique de Météo-France la plus proche, « Le Puy-Chadrac », sur la commune de Chadrac à 14 km à vol d'oiseau, est de 10,4 °C et le cumul annuel moyen de précipitations est de 632,0 mm,. Pour l'avenir, les paramètres climatiques de la commune estimés pour 2050 selon différents scénarios d'émission de gaz à effet de serre sont consultables sur un site dédié publié par Météo-France en novembre 2022.

### Écologie

#### Sites protégés
Le territoire de la commune de Vorey possède une assez grande biodiversité, venant des reliefs boisés et des nombreux cours d'eau, mais aussi des politiques gouvernementales de protections de l'environnement.
Ainsi, Vorey intègre sur son territoire trois ZNIEFF dont :
- la ZNIEFF 830007985 - Gorges de l'Arzon[12]
- la ZNIEFF 830007470 - HAUTE VALLEE DE LA LOIRE[13]
- la ZNIEFF 830020510 - Gorges de la Loire à Vorey[14]

Et deux sites Natura 2000 :
- FR8301080 - GORGES DE L'ARZON[15]
- FR8312009 - GORGES DE LA LOIRE[16]

#### Espèces
D'après l'INPN, 1238 espèces différentes ont été recensées sur le territoire de la commune de Vorey. Parmi elles, 96 sont protégées, et 48 sont menacées.

#### Menaces
La biodiversité locale est menacée par le dérèglement climatique qui amène des espèces invasives, et des régimes pluviométriques très aléatoires chaque année. Les menaces viennent aussi des rejets de pesticides et d'engrais chimiques des exploitations agricoles, ainsi que par l'urbanisation. 

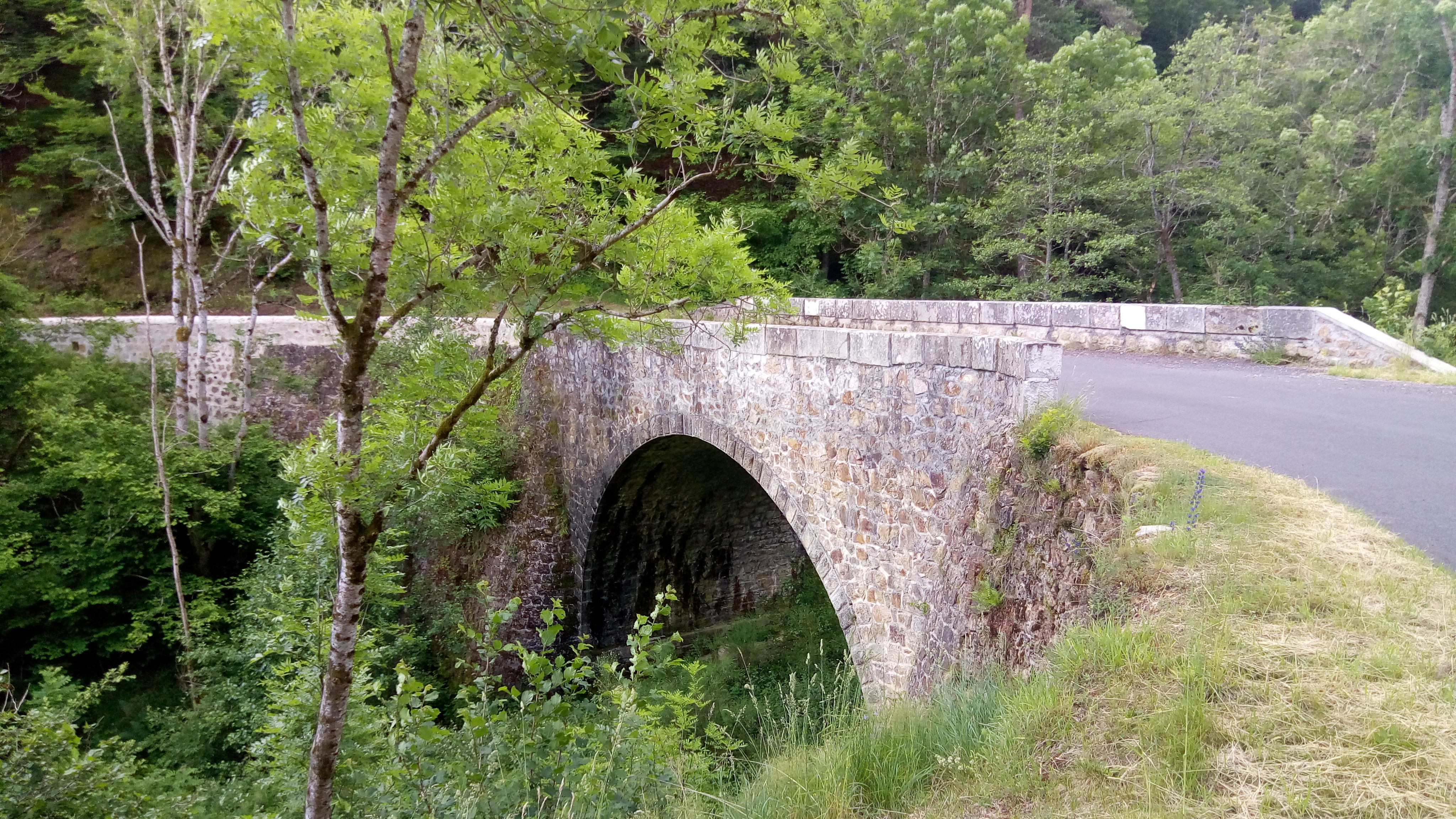
Pont en pierre sur l'Enfer, près de Vachéresson

Au hameau de Chaux (sur le Barret), un grand projet d’agrandissement du lotissement existant menaça un grand nombre d'arbres, de terres agricoles et de zones humides fragiles. Le projet fut abandonné, faute de moyens.
Une autre pollution viendrait des ruissellements d'eau venant de l'ancienne mine des Driots. Depuis sa création, elle contaminerait radioactivement (via ces ruissellements) le ruisseau de l'Enfer, affluent de l'Arzon (selon des associations écologistes). Cependant des études réalisées par Areva démontreraient le contraire (avec une présence d'Uranium 238 et de Radium 226 normale par rapport au milieu naturel). Il n'y aurait qu'aux abords de la mine que l'on trouverait des doses plus élevées.
Enfin, l'ancienne décharge de Nant en bord de Loire, ouverte entre les années 1960 et 1990, pollue aujourd'hui le fleuve. En 2008, suite à une importante crue, la berge s'est érodée, faisant ressortir des déchets (gravats, goudrons, plastiques, ferrailles). Une réhabilitation des berges a eu lieu en 2013, permettant d'enlever 44m³ de déchets. Une énième crue en 2017 a de nouveau fait ressortir des déchets.

### Géologie et relief

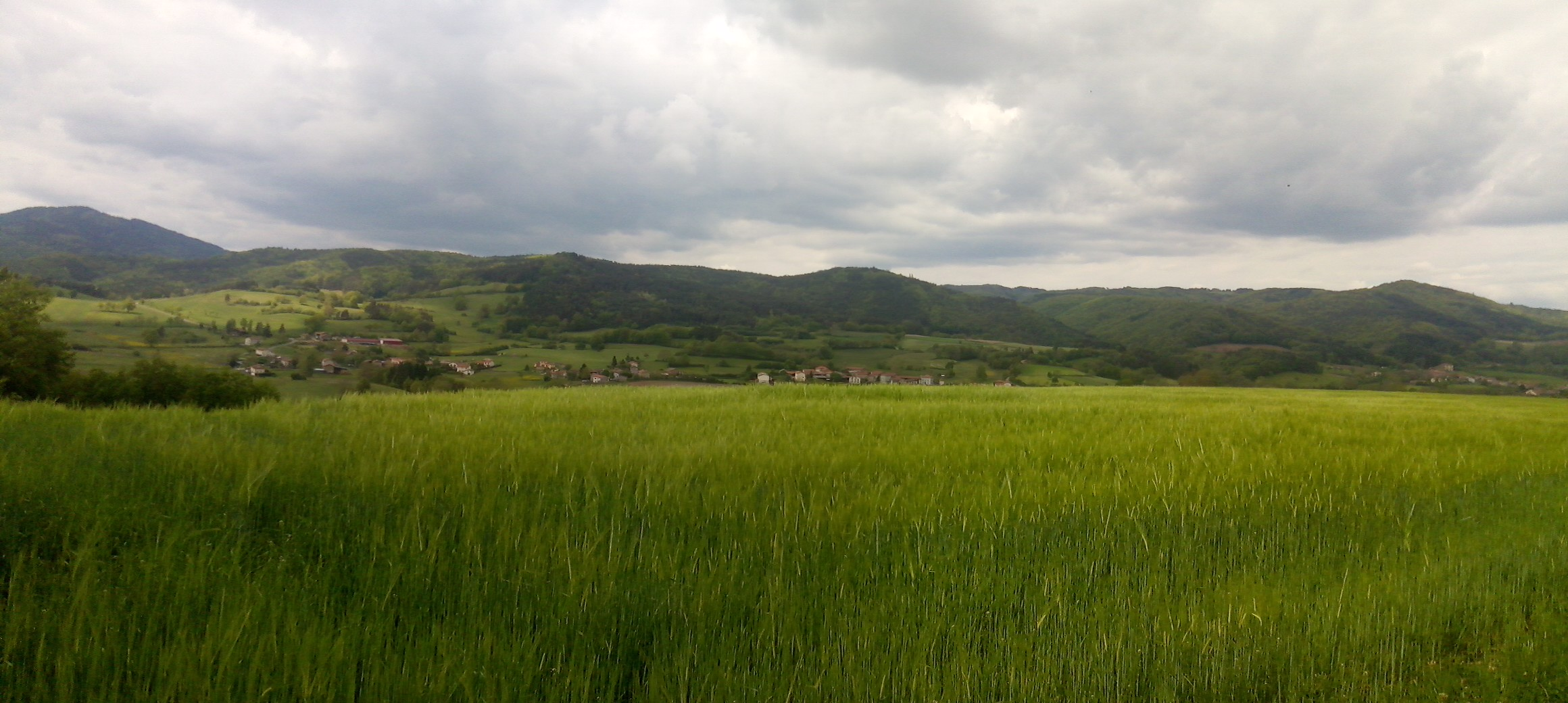
Vue des hauteurs à l'ouest de Vorey (Les Terrasses) depuis Sanimaux.

Le territoire voreysiens s'étend sur 39,23 km2, marqué par la vallée de la Loire ainsi que la vallée de l'Arzon, du vallon du Chambeyron et du vallon du Tizou. Le bourg est implanté dans une cuvette, au pied de la montagne de Capala (745 m.), orienté vers le Sud-Est. Le Sud du village est délimité par le Barret (625 m.) et le ruisseau du Ramey.
Les points culminants sont :
- Suc du Vert (948 m.)
- Suc d'Eyravas (845 m.)[24]
- Suc de Montredon (831 m.)
- Suc de Chalas (814 m.)

### Hydrographie
La Loire est le plus grand cours d'eau qui traverse la commune. C'est à partir de Vorey qu'elle devient flottable. Autrefois traversable uniquement grâce à des bacs ou des barques, la Loire est aujourd'hui traversable grâce à deux ponts emblématiques du village :
- Le pont sur la Loire au Chambon de Vorey
- Le pont de Changeac

Un barrage a été construit sur le fleuve, en amont, au niveau du village de Changeac.

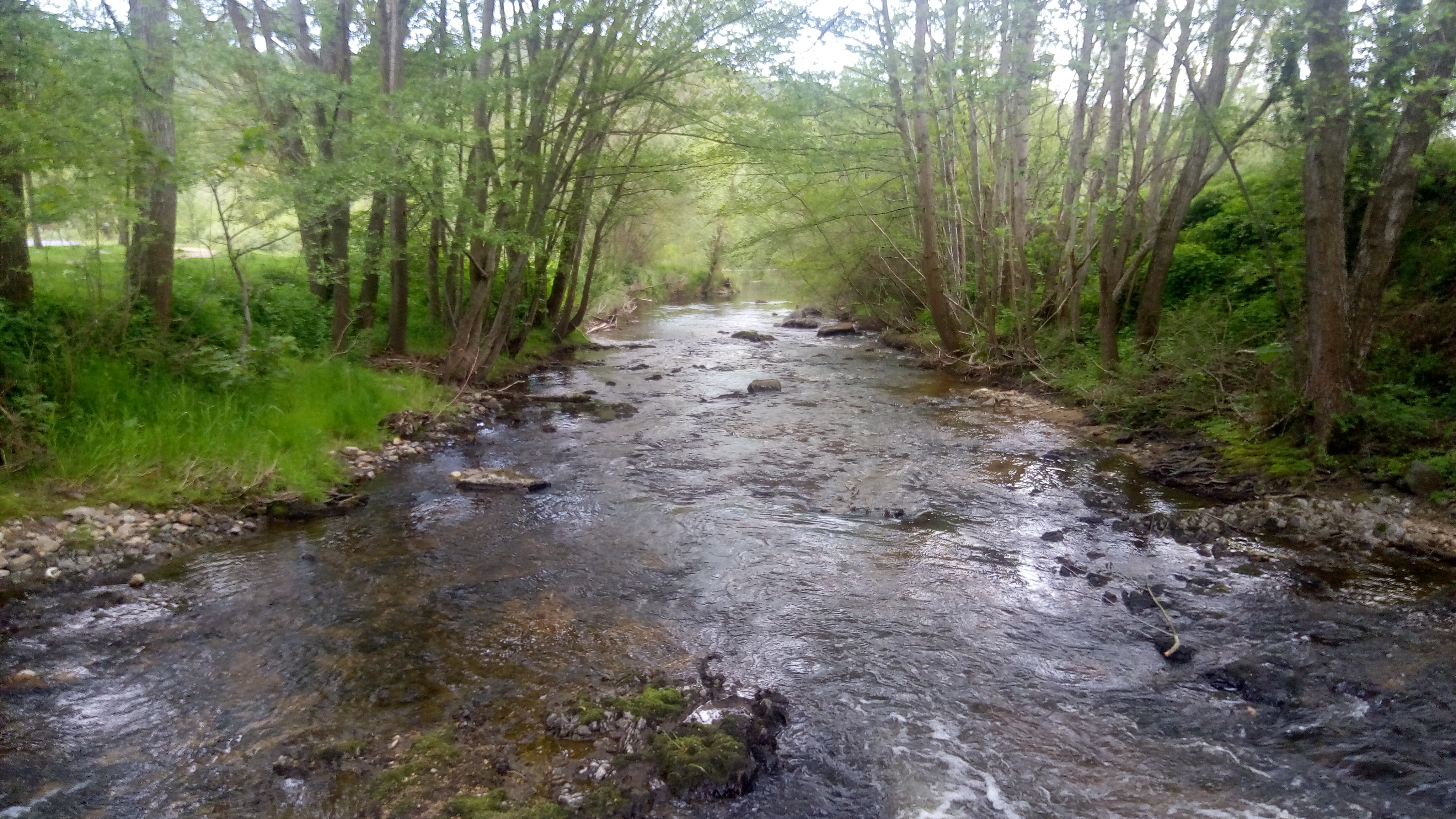
L'Arzon près de son point de confluence avec la Loire.

L'Arzon est la rivière qui traverse le village et qui complète le nom de Vorey, ainsi qu'à d'autres communes (Craponne sur Arzon, Beaume sur Arzon). Elle se jette dans la Loire à Vorey.
Plusieurs ruisseaux passent aussi dans le village :
- Le Chambeyron[25]
- Le Ramey[26]
- Le Tizou[27]

Sur le reste du territoire de la commune, un certain nombre d'autres ruisseaux coulent :
- L'Enfer[28]
- La Sugère[29]
- Le Changeac
- Le Leyssant
- Le Combeneyre
- Le Mars
- Le Cronaille

La qualité des eaux à Vorey, de la Loire et de l'Arzon, est souvent classées comme « bonne » durant l'été, et « très bonne » durant l'hiver par l'ODE 43.

### Liste des hameaux et des lieux-dits
La commune de Vorey-sur-Arzon est composée, outre du bourg-centre, de plusieurs lieux-dits et hameaux plus ou moins proches et peuplés :
- À l'ouest de Vorey (sur la rive gauche de la Loire) se trouve : le Chambon de Vorey, Nant, Flaceleyre, Vertaure, Chaux, Brigols, Les Terrasses, Poux, Laroux, Sanimaux, Fareyre, Driot, Eyravas, Eyravazet, Lareveyre, Gamoux, Gerbot.
- À l'est (sur la rive droite de la Loire) : La Bastide, Donaze, Chamboulive, Changeac, Recoule, Sassenac, l'Ardeneze, Suquerot.

### Transports et voies de communications

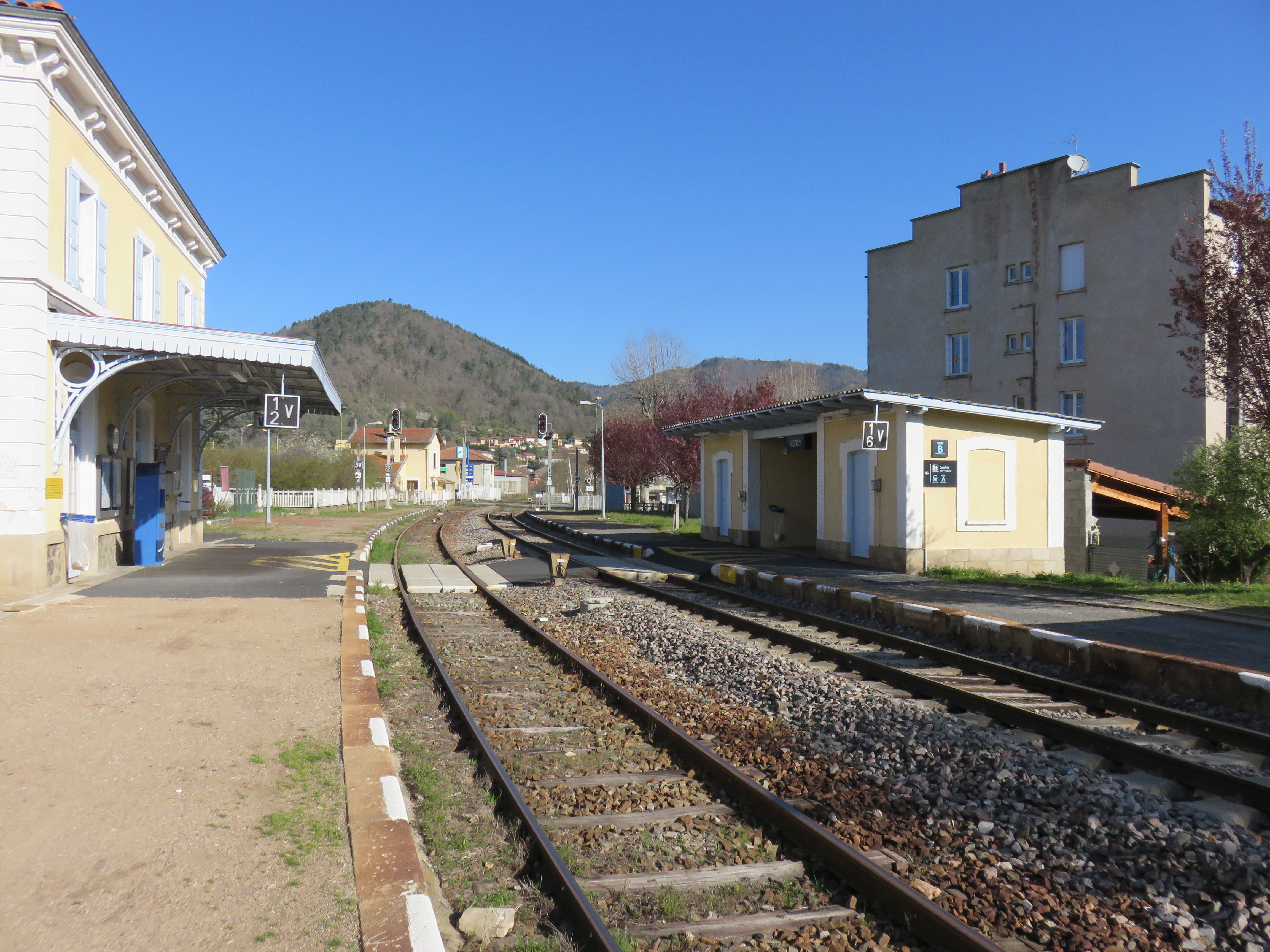
Gare de Vorey (vue direction Saint-Etienne).

La gare de Vorey est reliée par une voie de chemin de fer à Saint Etienne (en une heure) et Le Puy en Velay (en une vingtaine de minutes). La ligne de Saint-Georges-d'Aurac à Saint-Étienne-Châteaucreux est gérée par le réseau TER Auvergne-Rhône-Alpes.
Plusieurs routes départementales partent de Vorey en direction de plusieurs villages, tels que : Chamalières sur Loire (via la D103) ; Saint Vincent (via la D103) ; Saint-Pierre-du-Champ (via la D26) ; Roche-en-Régnier (via la D29) et Bellevue-la-Montagne (via la D21).

## Urbanisme

### Typologie
Au 1er janvier 2024, Vorey est catégorisée bourg rural, selon la nouvelle grille communale de densité à sept niveaux définie par l'Insee en 2022.
Elle est située hors unité urbaine. Par ailleurs la commune fait partie de l'aire d'attraction du Puy-en-Velay, dont elle est une commune de la couronne,. Cette aire, qui regroupe 59 communes, est catégorisée dans les aires de 50 000 à moins de 200 000 habitants,.

### Occupation des sols
L'occupation des sols de la commune, telle qu'elle ressort de la base de données européenne d’occupation biophysique des sols Corine Land Cover (CLC), est marquée par l'importance des forêts et milieux semi-naturels (65,2 % en 2018), une proportion sensiblement équivalente à celle de 1990 (65,3 %). La répartition détaillée en 2018 est la suivante : 
forêts (64,9 %), zones agricoles hétérogènes (21,7 %), prairies (11,1 %), zones urbanisées (2,1 %), milieux à végétation arbustive et/ou herbacée (0,3 %). L'évolution de l’occupation des sols de la commune et de ses infrastructures peut être observée sur les différentes représentations cartographiques du territoire : la carte de Cassini (XVIIIe siècle), la carte d'état-major (1820-1866) et les cartes ou photos aériennes de l'IGN pour la période actuelle (1950 à aujourd'hui).

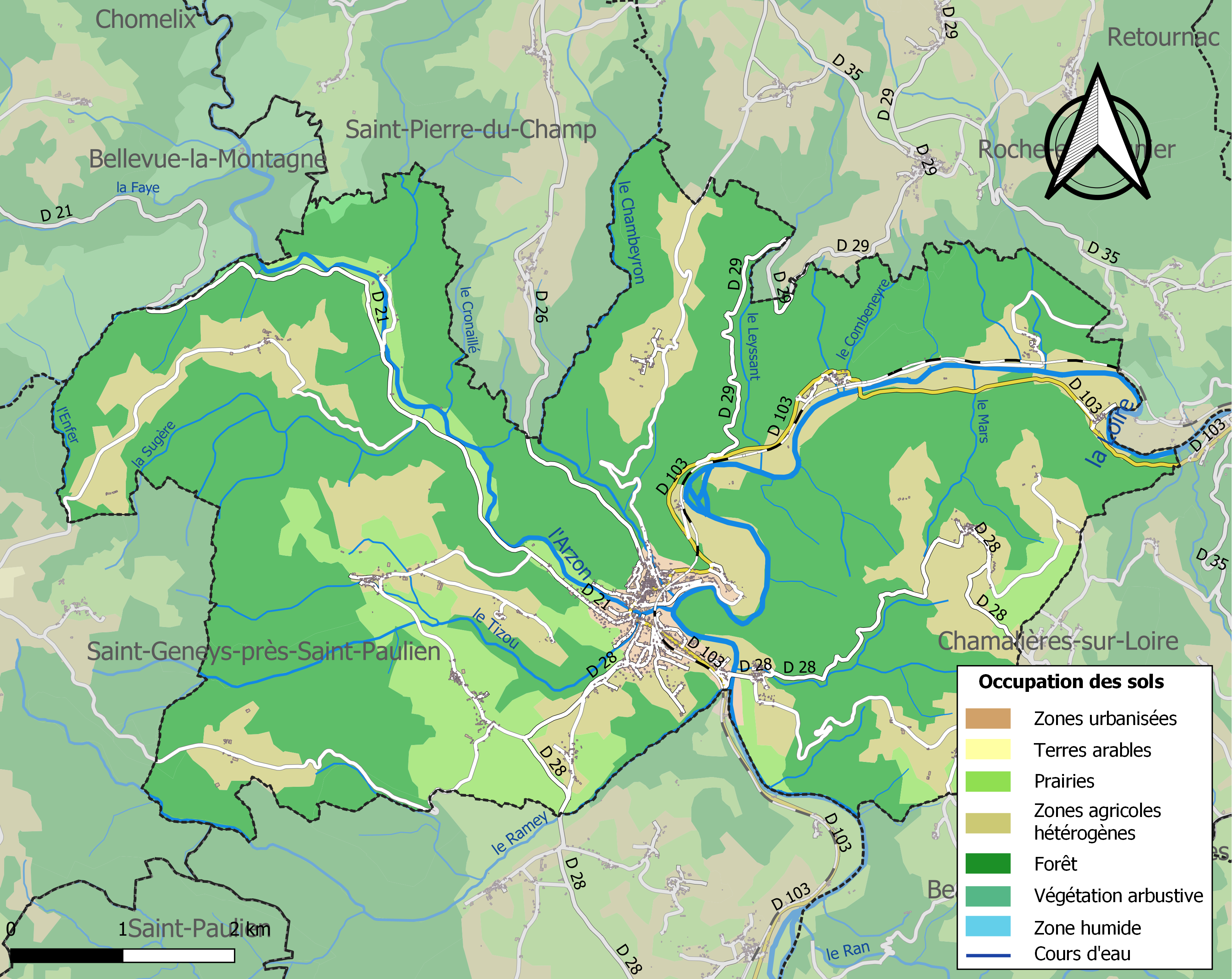
Carte des infrastructures et de l'occupation des sols de la commune en 2018 (CLC).

### Habitat et logement
En 2018, le nombre total de logements dans la commune était de 1 078, alors qu'il était de 1 069 en 2013 et de 1 027 en 2008.
Parmi ces logements, 63,8 % étaient des résidences principales, 22,4 % des résidences secondaires et 13,7 % des logements vacants. Ces logements étaient pour 78,8 % d'entre eux des maisons individuelles et pour 20,1 % des appartements.
Le tableau ci-dessous présente la typologie des logements à Vorey en 2018 en comparaison avec celle de la Haute-Loire et de la France entière. Une caractéristique marquante du parc de logements est ainsi une proportion de résidences secondaires et logements occasionnels (22,4 %) supérieure à celle du département (16,1 %) et à celle de la France entière (9,7 %). Concernant le statut d'occupation de ces logements, 63,2 % des habitants de la commune sont propriétaires de leur logement (64,2 % en 2013), contre 70 % pour la Haute-Loire et 57,5 pour la France entière.
| Typologie                                               | Vorey | Haute-Loire | France entière |
| ------------------------------------------------------- | ----- | ----------- | -------------- |
| Résidences principales (en %)                           | 63,8  | 71,5        | 82,1           |
| Résidences secondaires et logements occasionnels (en %) | 22,4  | 16,1        | 9,7            |
| Logements vacants (en %)                                | 13,7  | 12,4        | 8,2            |

## Toponymie
Anciennes mentions : Territorium de Vourei (XIIe siècle), Sorores de Voirey (1250), Vourey (1266), Villa Vouroi (1272), Conventus de Valle Regia (1300), Parochia ecclesiæ Sancti Synforiani de Vourey, Anic. dyoc. (1312), Sanctus Saturninus de Vourei (1347), Vaurey (1392), Parochia Vouresii (1442), Ecclesia prioratus conventualis Beati Saturnini de Vaurey (1466).
Le nom de Vorey viendrait du gaulois vabero qui signifie cours d'eau caché, ou du latin vara, qui signifie eau courante.
Le nom actuel de la commune, ainsi que ceux des hameaux, n'ont pas toujours été écrits de la même façon. Sur la carte de Cassini (XVIIIe siècle), Vorey était écrit « Vaurey », Chaux écrit « Chaut », Eyravazet écrit « Eyravazette» , ou encore Changeac écrit « Chaugea ».

## Histoire

### Préhistoire
Aucune information ou date spécifique.

### Antiquité
Vorey serait situé au carrefour de deux anciennes voies (gallo)romaines :
- de Feurs (Foro Segustauarv̄) à Saint-Paulien (Reuessione / Ruessium). La voie arrivait de Vertaure et partait vers Brigols (l'itinéraire est mentionné dans la Table de Peutinger)[39].
- de l'Aubépin au Gerbier de Jonc[40]. Cette voie arrivait de Donaze et allait vers Leyssac.

Le site de Vorey aurait surement été peuplé de Vellaves, un peuple gaulois proche des Arvernes dont le territoire avait pour capitale, à l'origine, Saint-Paulien. Des rochers taillés retrouvés près du château d'Arzon seraient, selon certains auteurs, des traces d'habitations de Vellaves. Pour d'autres comme Albert Boudon-Lashermes, ces traces auraient été laissées par des Ligures, un peuple venant de Provence et du Nord de l'Italie. Cependant ce ne sont que des suppositions.

### Moyen-Âge et Renaissance

#### Vorey au Moyen-Âge
La commune de Vorey-sur-Arzon possédait un ancien prieuré de bénédictines dépendant de l'abbaye de Chazes, créé entre le Xe et le XIe siècle. Il n'en reste aujourd'hui que quelques vestiges (portail et colonnes). Les biens ont été vendus le 27 novembre 1791 et le couvent reprit le 10 février 1792, entraînant le départ des bénédictines.
Du passé médiéval, il ne reste aujourd'hui que quelques ruines du Fort d'Espaliou (murs, escaliers taillés dans la roche, cavités, tour des gardes).
Vorey était un lieu important de foires, d'après des lettres de Louis XIII.

#### La seigneurie de Laroux
De cette seigneurie, il ne reste aujourd'hui que le manoir situé dans le village de Laroux (à l'Ouest de Vorey). Cependant un étage et les poivrières ont été supprimés vers la fin du XIXe siècle. Quelques travaux de recherches ont été effectués et ont pu donner quelques dates et moments clés :
- L'origine de la seigneurie de Laroux (ou Laroue) remonterait au Haut Moyen Âge.
- Guillaume de La Roue aurait été évêque du Puy de 1260 à 1283.
- En 1354 le seigneur de Laroue attaqua le château de Ceneuil.
- En 1733, après la signature de plusieurs quittances, les Apinac deviennent les seigneurs de Laroux.
- En 1778, les Apinac revendent les terres et la seigneurie de Laroux à un notaire royal de Roche-en-Régnier dénommé Jean Maurin[42].

#### La seigneurie d'Arzon
Comme la seigneurie de Laroux, les dates d'origines de la seigneurie d'Arzon restent incertaines. Les premiers seigneurs des lieux seraient de la famille d'Arzon et vivraient de vols. Le château d'Arzon aurait été construit entre le VIIIe siècle et le Xe siècle selon des suppositions. Les premiers écrits relatant l’existence du lieu datent de 1060. Seules les ruines du château (tour, murs, puits) sont encore visibles, ainsi que quelques traces de rochers taillés pour y aménager des maisons, dont l'origine reste floue. Ce site se trouve dans la vallée de l'Arzon, au Nord de Vorey.
Quelques dates nous sont parvenues :
- Vers 1211, le roi de France prend possession du château. Le domaine aurait été confisqué à cause des vols, ou aurait été vendu pour financer des croisades. Le château sert alors de refuge pour les populations de villages proches et d'outil de surveillance de la voie entre l'Emblavez, le Forez et la Haute Auvergne.
- Peu de temps après, Philippe Auguste donne le château à l'évêque du Puy.
- En 1645, les évêques du Puy vendent le château à Marc Antoine Pradier d'Agrain au prix de 13000 livres.
- Arzon est chef lieu de mandement jusqu'en 1775, c'est-à-dire est un territoire sur lequel un seigneur rendait la justice. On y a ensuite greffé une Assise d'imposition et d'Administration Royale. Il succède approximativement aux aices et aux vigueries.
- Arzon dépendait au départ de la viguerie de Champvalarin, près de Bellevue La Montagne, puis de la Baronnie de Roche en Régnier.
- À partir de la première moitié du XVIIIe siècle, le village d'Arzon commence à perdre son importance. Les guerres de Louis XIV, les impôts, les inondations et la dépopulation font que les habitants refusent de payer l'impôt.
- En 1755 Arzon perd son titre de chef-lieu de mandement, qui est alors confié à Eyravas, un village bien plus grand du même mandement.
- En 1788, la population d'Arzon n'était que de 54 habitants.
- Le dernier habitant quitte les lieux en 1969[43].

### Époque contemporaine
La commune relevait de la province du Velay en 1789.
Le 14 mai 1866, la Compagnie des chemins de fer de Paris à Lyon et à la Méditerranée (PLM), ouvre le tronçon Pont de Lignon - Le Puy en Velay. Vorey est donc reliée par une voie de chemin de fer à Saint-Étienne et Le Puy-en-Velay.
Dans les années 1956-1957, des études géologiques ont été réalisées vers le lieu-dit Les Driots, au bord du ruisseau de l'Enfer. L'exploitation de minerais radioactifs (servant pour l'industrie nucléaire française) se faisait dans une mine à ciel ouvert et dans plusieurs galeries souterraines jusqu'en 1961, date à laquelle la mine ferme. Au total, ce sont environ 25 000 tonnes de minerais qui ont été extraites du site. À la suite de cela, des essais d'explosifs chimiques ont été organisés par l'armée française dans les galeries de 1962 à 1963. La mine des Driots fut l'une des plus importantes de Haute-Loire. Elle est aujourd'hui interdite d'accès, entourée d'un grillage. Le site est suspecté de polluer radioactivement le ruisseau de l'Enfer, affluent de l'Arzon.

## Politique et administration

### Découpage territorial
La commune de Vorey est membre de la communauté d'agglomération du Puy-en-Velay, un établissement public de coopération intercommunale (EPCI) à fiscalité propre créé le 26 décembre 2016 dont le siège est à Le Puy-en-Velay. Ce dernier est par ailleurs membre d'autres groupements intercommunaux.
Sur le plan administratif, elle est rattachée à l'arrondissement du Puy-en-Velay, au département de la Haute-Loire, en tant que circonscription administrative de l'État, et à la région Auvergne-Rhône-Alpes.
Sur le plan électoral, elle dépend du canton d'Emblavez-et-Meygal pour l'élection des conseillers départementaux, depuis le redécoupage cantonal de 2014 entré en vigueur en 2015, et de la première circonscription de la Haute-Loire  pour les élections législatives, depuis le redécoupage électoral de 1986.

### Liste des maires
| Période                                  | Période                    | Identité         | Étiquette        | Qualité                                |
| ---------------------------------------- | -------------------------- | ---------------- | ---------------- | -------------------------------------- |
| Les données manquantes sont à compléter. |                            |                  |                  |                                        |
| 1914                                     | 1922                       | Louis Latour     |                  |                                        |
| 1922                                     | 1929                       | Louis Jouve      |                  |                                        |
| 1929                                     | 1930                       | Philibert Besson |                  | Député (1932-1935)                     |
| 1930                                     | 1930                       | Félix Collange   |                  |                                        |
| 1944                                     | 1951                       | Henri Guilhot    |                  |                                        |
| 1951                                     | 1959                       | Adolphe Chaussat |                  |                                        |
| 1959                                     | 1962                       | Henri Champagnac |                  |                                        |
| 1962                                     | 1965                       | Pierre Denant    |                  |                                        |
| 1965                                     | 1971                       | Joseph Gallien   |                  |                                        |
| 1971                                     | 1985                       | Laurent Vassal   | PS               |                                        |
| 1985                                     | 2008                       | Gérard Deygas    | DVD              |                                        |
| 2008                                     | En cours (au 28 août 2014) | Cécile Gallien   | UDI, MoDem, LREM | Conseillère départementale (2015-2021) |

### Jumelage
Le village de Vorey-sur-Arzon est jumelé à  Creixell (Espagne), une ville proche de la mer Méditerranée, dans la communauté autonome de Catalogne.

### Services publics
Vorey possède un bureau de poste, un centre des Finances Publiques, un bureau France Services, une ligne TER, une maison de santé et de retraite, un office de tourisme, une caserne de sapeur-pompiers et une gendarmerie.

## Économie

### Revenus
En 2018, la commune compte 675 ménages fiscaux, regroupant 1 366 personnes. La médiane du revenu disponible par unité de consommation est de 19 270 € (20 800 € dans le département).

### Emploi
| Division       | 2008  | 2013  | 2018  |
| -------------- | ----- | ----- | ----- |
| Commune        | 6,7 % | 9,6 % | 11 %  |
| Département    | 6,3 % | 7,7 % | 7,7 % |
| France entière | 8,3 % | 10 %  | 10 %  |

En 2018, la population âgée de 15 à 64 ans s'élève à 792 personnes, parmi lesquelles on compte 76,1 % d'actifs (65,2 % ayant un emploi et 11 % de chômeurs) et 23,9 % d'inactifs,. En 2018, le taux de chômage communal (au sens du recensement) des 15-64 ans est supérieur à celui de la France et du département, alors qu'il était inférieur à celui de la France en 2008.
La commune fait partie de la couronne de l'aire d'attraction du Puy-en-Velay, du fait qu'au moins 15 % des actifs travaillent dans le pôle,. Elle compte 414 emplois en 2018, contre 454 en 2013 et 424 en 2008. Le nombre d'actifs ayant un emploi résidant dans la commune est de 524, soit un indicateur de concentration d'emploi de 78,9 % et un taux d'activité parmi les 15 ans ou plus de 49,2 %.
Sur ces 524 actifs de 15 ans ou plus ayant un emploi, 195 travaillent dans la commune, soit 37 % des habitants. Pour se rendre au travail, 80,5 % des habitants utilisent un véhicule personnel ou de fonction à quatre roues, 1,7 % les transports en commun, 11 % s'y rendent en deux-roues, à vélo ou à pied et 6,9 % n'ont pas besoin de transport (travail au domicile).

### Entreprises, commerces et secteurs professionnels
Vorey est un village de campagne avec beaucoup de commerces de proximité et d'artisans. On trouve aussi un supermarché détenu par le groupe Intermarché.
Le secteur agricole est assez présent, quelques fermes sont encore implantées dans le village, mais la majeure partie se trouvent dans les hameaux aux alentours.
Enfin, quelques usines sont installées dans la commune, dont :
- SPCV, deux usines de production d'articles d'hygiène et de puériculture (tétines, sucettes en caoutchouc)[47].
- Lumiliite, une société de production de composants électroniques (LED)[48].

### Tourisme
Vorey est une petite station balnéaire classée Station Verte. On y trouve : 4 bars et 3 restaurants concentrés dans le centre, ainsi qu'un hôtel (logis), un camping (quatre étoiles) au bord de l'Arzon et un village de vacance au bord de la Loire. De plus, on trouve dans les hameaux : des chambres d'hôtes, des gîtes et un camping. Un office de tourisme est ouvert dans l'Embarcadère (Centre Culturel, rue Louis Jouvet).
Les activités touristiques touchent au canoë, à la randonnée, au VTT et aux fêtes du village.

### Loisirs
Plusieurs infrastructures sont implantées :
- Cinéma
- Médiathèque
- Piscine extérieure
- Terrains de tennis et de football
- Boulodrome

## Population et société

### Démographie

#### Évolution démographique
L'évolution du nombre d'habitants est connue à travers les recensements de la population effectués dans la commune depuis 1793. Pour les communes de moins de 10 000 habitants, une enquête de recensement portant sur toute la population est réalisée tous les cinq ans, les populations de référence des années intermédiaires étant quant à elles estimées par interpolation ou extrapolation. Pour la commune, le premier recensement exhaustif entrant dans le cadre du nouveau dispositif a été réalisé en 2008.

En 2022, la commune comptait 1 466 habitants, en évolution de +2,23 % par rapport à 2016 (Haute-Loire : +0,36 %, France hors Mayotte : +2,11 %).
| 1793  | 1800  | 1806  | 1821  | 1831  | 1836  | 1841  | 1846  | 1851  |
| ----- | ----- | ----- | ----- | ----- | ----- | ----- | ----- | ----- |
| 1 642 | 1 549 | 1 723 | 1 791 | 1 998 | 2 083 | 2 041 | 2 139 | 2 155 |

| 1856  | 1861  | 1866  | 1872  | 1876  | 1881  | 1886  | 1891  | 1896  |
| ----- | ----- | ----- | ----- | ----- | ----- | ----- | ----- | ----- |
| 2 147 | 2 320 | 2 352 | 2 310 | 2 180 | 2 191 | 2 189 | 2 271 | 2 217 |

| 1901  | 1906  | 1911  | 1921  | 1926  | 1931  | 1936  | 1946  | 1954  |
| ----- | ----- | ----- | ----- | ----- | ----- | ----- | ----- | ----- |
| 1 514 | 2 083 | 2 022 | 1 756 | 1 821 | 1 781 | 1 788 | 1 579 | 1 389 |

| 1962  | 1968  | 1975  | 1982  | 1990  | 1999  | 2006  | 2008  | 2013  |
| ----- | ----- | ----- | ----- | ----- | ----- | ----- | ----- | ----- |
| 1 310 | 1 153 | 1 240 | 1 276 | 1 315 | 1 451 | 1 435 | 1 434 | 1 440 |

| 2018  | 2022  | - | - | - | - | - | - | - |
| ----- | ----- | - | - | - | - | - | - | - |
| 1 461 | 1 466 | - | - | - | - | - | - | - |

#### Pyramide des âges
La population de la commune est relativement âgée.
En 2018, le taux de personnes d'un âge inférieur à 30 ans s'élève à 28,2 %, soit en dessous de la moyenne départementale (31 %). À l'inverse, le taux de personnes d'âge supérieur à 60 ans est de 37,1 % la même année, alors qu'il est de 31,1 % au niveau départemental.
En 2018, la commune comptait 705 hommes pour 756 femmes, soit un taux de 51,75 % de femmes, légèrement supérieur au taux départemental (50,87 %).
Les pyramides des âges de la commune et du département s'établissent comme suit.
| Hommes | Classe d’âge | Femmes |
| ------ | ------------ | ------ |
| 1,7    | 90 ou +      | 3,6    |
| 11,5   | 75-89 ans    | 16,9   |
| 18,6   | 60-74 ans    | 21,6   |
| 23,3   | 45-59 ans    | 18,7   |
| 13,8   | 30-44 ans    | 13,8   |
| 14,3   | 15-29 ans    | 12,4   |
| 16,9   | 0-14 ans     | 13,1   |

| Hommes | Classe d’âge | Femmes |
| ------ | ------------ | ------ |
| 0,9    | 90 ou +      | 2,5    |
| 8,4    | 75-89 ans    | 11,7   |
| 20,4   | 60-74 ans    | 20,5   |
| 21,3   | 45-59 ans    | 20,3   |
| 16,8   | 30-44 ans    | 16,3   |
| 15,2   | 15-29 ans    | 13,2   |
| 17     | 0-14 ans     | 15,6   |

### Enseignement
Une crèche et deux écoles primaires sont implantées :
- La crèche Farandole
- L'école publique Louis Jouvet[54]
- L'école privée Sainte Thérèse

Il n'y a pas de collèges, ni de lycées. Les plus proches sont à Retournac, à Brives-Charensac et au Puy-en-Velay.

### Manifestations culturelles, festivités et événements
Chaque année a lieu une étape de l'Enduro National sur les terrains de la commune. C'est un ensemble de courses de Moto Cross, organisées en plusieurs spéciales. À Vorey, les spéciales partent en direction de divers hameaux, villages, côtes et plateaux proches.
Un Carnaval est organisé entre mars et avril (dépendant des vacances scolaires) animé par les associations, la musique de Vorey et les habitants de la commune et d'ailleurs. Un défilé est organisé dans les rues ainsi que d'autres activités sur la place des Moulettes (prix des meilleurs déguisements et chars, lâché de ballons, mise à feu de M. Carnaval et escapade musicale par la musique de Vorey (Banda Vorey'V)).
Le dernier weekend de septembre, la commune accueille la vogue et ses forains. Le premier soir de l'ouverture de la vogue, la commune organise un défilé dans les rues avec la Banda Vorey'V et à la fin de celle-ci un feu d'artifice est tiré en bord de Loire.

### Sport
La commune dispose de nombreux sites sportifs :
- Un terrain de football et d'entraînement, le long de l'Arzon.

L'équipe de football voreysienne est l'A.S. Emblavez Vorey (A.S.E.V.) et ses supporters sont appelés les Bison's Green.
- Un boulodrome et des terrains de pétanque.
- Deux terrains de tennis gérés par le TCVE (Tennis Club Vorey Emblavez) et construits le long de la Loire.
- Un club de canoë-kayak et V.T.T. avec local sur les bords de Loire.
- Un espace fitness extérieur.
- Un parcours de santé.

Pour les salles de sports :
- Une salle multi-activités accueille divers sports tels que le judo, le taekwondo et le badminton.
- Une salle de musculation.
- Une salle polyvalente accueille des cours de zumba, de danse et de gymnastique.

### Cultes
L'église Saint-Symphorien, construite en 1872, est située place de l'église. Elle est une des églises de la paroisse Sainte-Bernadette en Emblavez.

### Foires et marchés
Un marché a lieu chaque semaine, le dimanche matin, sur la Place des Moulettes et la Place Henri Champagnac.
Depuis 1625, une grande foire se tient dans le centre de Vorey lors de la Sainte-Catherine, le 25 novembre.
Quelques brocantes et vide-grenier sont organisés chaque années.

## Culture et patrimoine

### Lieux et monuments

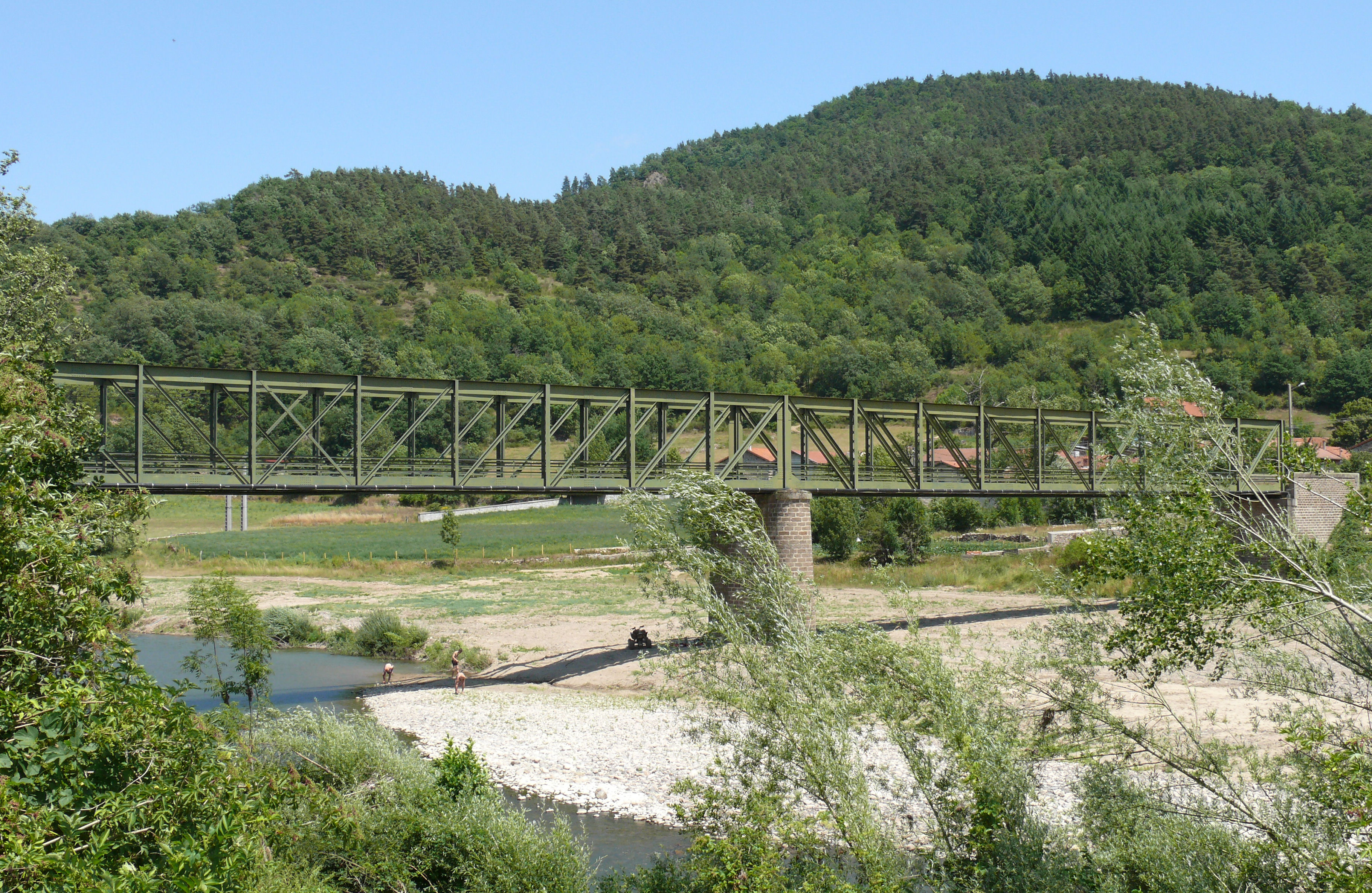
Vorey - Pont métallique sur la Loire au lieu-dit Changeac

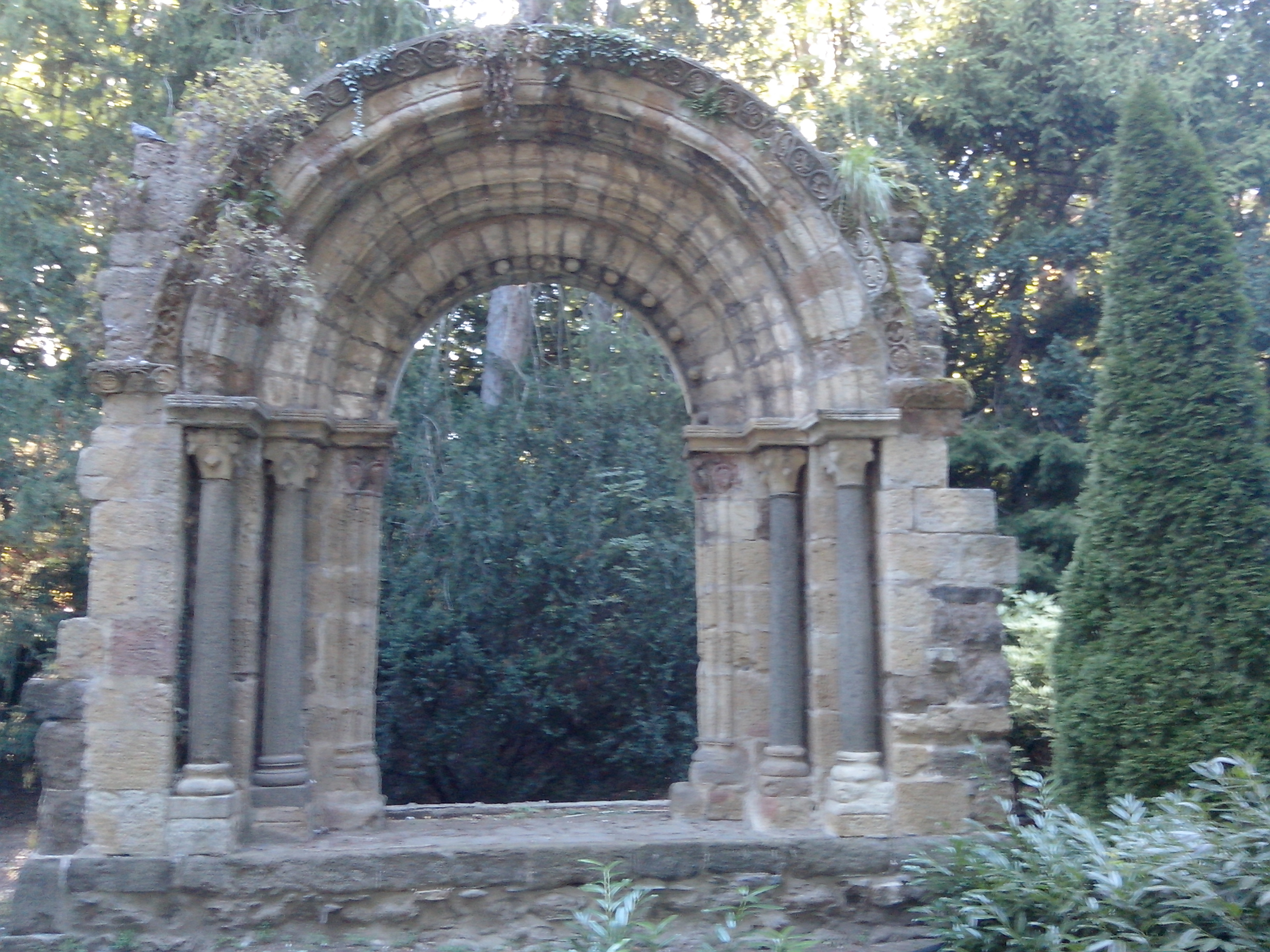
Portail roman de l'abbaye de Vorey conservé au Musée Crozatier au Puy-en-Velay

- Ruines du Fort d'Espaliou, en bordure de la Loire.
- Le pont du Chambon sur la Loire, construit en 1897.
- Le pont de Changeac sur la Loire.
- Le portail roman provenant du prieuré des Bénédictines de Vorey (maintenant disparu), conservé dans le Jardin Henri Vinay du Musée Crozatier au Puy-en-Velay[58]
- Le château d'Arzon, érigé entre le VIIIe et le Xe siècle.
- Le pont Blanc (sur l'Arzon), construit en 1934
- L'église Saint-Symphorien, construite en 1872

### Personnalités liées à la commune
- Guillaume II de La Roue (? - ?), évêque du Puy de 1260 à 1283.
- Louis Jouvet (1887-1951) a été à l'école à Vorey, durant les années où son père a construit le pont du Chambon-de-Vorey[réf. nécessaire].
- Clémentine Solignac (1894-2008), doyenne des Français du 15 septembre 2007 au 25 mai 2008, est née à Eyravazet et morte à 113 ans à Vorey.
- Philibert Besson (1898-1941), député de la Haute-Loire et maire de Vorey, est né sur la commune[59].
- Pierre Favier (1899-1969), peintre de sites vellaves, décédé à Vorey[réf. nécessaire].